# Shopping (1986)
Shopping (Originaltitel Killbots, vor allem bekannt als Chopping Mall) ist ein US-amerikanischer Science-Fiction-Horrorfilm aus dem Jahr 1986. Die Horrorkomödie, die als Slasher daherkommt, entstand unter der Regie von Jim Wynorski nach einem Drehbuch von Wynorski und Steve Mitchell. Der Film mit Kelli Maroney in einer der Hauptrollen greift das klassische Thema „Mensch gegen Maschine“ auf und wurde in einem kalifornischen Einkaufszentrum gedreht. In Deutschland war der Kultfilm bis 2014 indiziert.

## Handlung
Die Park Plaza Mall schafft drei fahrbare Sicherheitsroboter der Serie Protector 101 an, die das Einkaufszentrum vor Einbrechern schützen sollen. Primäre Aufgaben der Roboter sind nächtliche Patrouillen auf den einzelnen Etagen, die Ausweiskontrolle von Mitarbeitern sowie die friedliche Festnahme von Ladendieben mittels Elektroschocks.
Eines Abends schlägt ein Blitz in das Einkaufszentrum ein und sorgt für einen Kurzschluss in der Steuerungszentrale der Roboter. Diese geraten daraufhin außer Kontrolle und töten die beiden diensthabenden Techniker. Die junge Diner-Kellnerin Suzie kann ihre schüchterne Freundin und Mitarbeiterin Alison dazu überreden, sie zu einer heimlichen Übernachtungsparty im Möbelgeschäft ihres Freundes Greg mitzunehmen. Dort treffen die beiden auf Gregs Mitarbeiter Mike mit dessen Freundin Leslie, die frisch verheirateten Mechaniker Rick und Linda und den Nerd Ferdy, einen weiteren Möbelverkäufer, der als Alisons Blind Date vorgesehen ist. Während die drei Paare miteinander schlafen, sehen Alison und Ferdy einen Gruselfilm und freunden sich miteinander an.
Unterdessen hat sich der erste Sicherheitsroboter selbstständig gemacht und patrouilliert durch das Einkaufszentrum. Dabei tötet er Reinigungskraft Walter mit einem Stromschlag, obwohl der Angestellte sich ausweisen kann. Der Roboter verabschiedet sich mit der ihm einprogrammierten Catchphrase „Thank you. Have a nice day!“ Als Mike seiner Freundin eine postkoitale Zigarette besorgen will, wird er vor dem Automaten von einem der Roboter überrascht und bekommt trotz Kooperationsbereitschaft die Kehle aufgeschlitzt. Kurz darauf findet Leslie seine Leiche und flieht schreiend, als sie den feindseligen Roboter bemerkt. Vor den Augen ihrer Freunde, die zum Eingang des Möbelgeschäfts geeilt sind, trifft sie ein Laserstrahl und ihr Kopf explodiert.
Als die Notausgänge verriegelt werden und sich die Telefonleitung als tot herausstellt, beschließen die sechs Überlebenden sich zu trennen. Während Alison, Linda und Suzie versuchen, durch den Lüftungskanal zum Parkhaus zu gelangen, dringen Ferdy, Greg und Rick in ein Waffengeschäft ein und rüsten sich mit Feuerwaffen aus. Indem sie einen Propantank zur Detonation bringen, gelingt es ihnen, den ersten Roboter außer Gefecht zu setzen. Die Mädchen verlassen den Lüftungskanal und versuchen ihrerseits, sich mit Molotowcocktails gegen die Roboter zu wehren. Dabei wird Suzie von einem Laser am Bein getroffen, kommt zu Sturz und verbrennt bei lebendigem Leib. Die wiedervereinte Gruppe sprengt einen weiteren Roboter in einem Fahrstuhl in die Luft und entscheidet, zur Steuerungseinheit vorzudringen. Greg wird, vom Schicksal seiner Freundin geschockt, am oberen Ende einer Rolltreppe vom ersten für defekt gehaltenen Roboter überwältigt und stürzt in den Tod. Mithilfe eines Spiegels überlisten die verbliebenen vier einen der zwei noch aktiven Roboter, im folgenden Gefecht sterben sowohl Rick als auch Linda.
Alison und Ferdy trennen sich auf der Suche nach der Steuerungseinheit. Als Alison vom letzten funktionierenden Roboter in die Enge getrieben wird, eilt Ferdy ihr zur Hilfe und zerstört mit einem Pistolenschuss aus nächster Nähe dessen Lasersteuerung. Durch einen Schlag mit einem Feuerlöscher geht er jedoch zu Boden und bleibt mit einer Kopfwunde liegen. Alison lockt ihren Widersacher in ein Farbengeschäft und jagt dieses mit einem bengalischen Feuer und den Worten „Have a nice day!“ in die Luft. Erleichtert humpelt sie durch die leere Mall, bis ihr der totgeglaubte Ferdy in die Arme fällt.

## Produktion

### Drehbuch
Julie Corman produzierte Shopping für die Produktionsfirma Concorde Pictures ihres Mannes Roger und gab bei Autorenfilmer Jim Wynorski einen Slasher mit Teenagern und Schauplatz Einkaufszentrum in Auftrag. Wynorski erdachte die Geschichte gemeinsam mit Drehbuchautor Steve Mitchell innerhalb von 24 Stunden und ergänzte sie um Roboter, nachdem die beiden sich zunächst klassisch mit einem Killer an Das Phantom der Oper orientiert hatten. Als Inspiration diente Wynorski der Fernsehfilm In der Falle – Angriff der Killerhunde aus dem Jahr 1973, der Hauptdarsteller James Brolin mit blutrünstigen Wachhunden in einem Kaufhaus eingesperrt zeigt. Nachdem der Verleiher Vestron das Vorhaben abgesegnet hatte, erarbeiteten Wynorski und Mitchell in fünf Wochen ein Drehbuch.

### Dreharbeiten

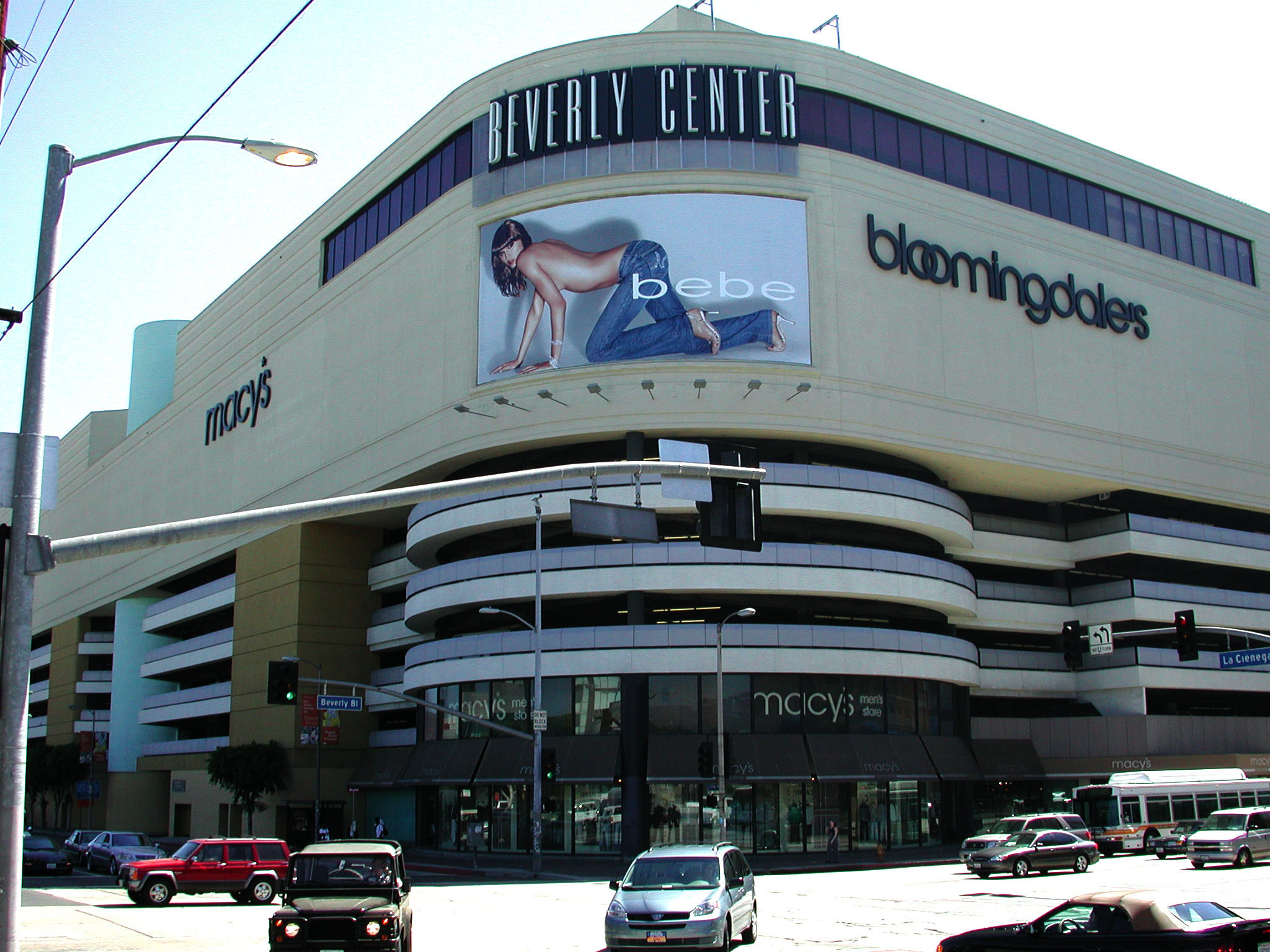
Das Beverly Center (hier 2004) diente im Film als Außenkulisse.

Das Produktionsbudget belief sich laut späteren Angaben auf etwa 800.000 Dollar. Bei der Besetzung der Hauptrolle mit Kelli Maroney setzte sich Wynorski gegen Mitchell und Corman durch, die sich Dana Kimmell wünschten, weil er laut eigenen Angaben ein romantisches Interesse an Maroney hatte. Die Dreharbeiten erfolgten über vier Wochen von Anfang Januar bis 31. Januar 1986 in der Sherman Oaks Galleria, einem in dieser Form nicht mehr bestehenden Einkaufszentrum, das bereits zuvor in Ich glaub’, ich steh’ im Wald und Phantom-Kommando verewigt worden war. Die Außenaufnahmen zu Beginn des Films zeigen das ebenfalls in Los Angeles gelegene Beverly Center. Vor Drehbeginn trug der Film zwischenzeitlich die Arbeitstitel R.O.B.O.T. bzw. Robot.
Die meisten Roboterszenen wurden mit einer Second Unit von Drehbuchautor Steve Mitchell gedreht. Maskenbildner Robert Short entwarf die fahrbaren Roboter nach dem Independent-Vorbild Gog – Space Station USA aus dem Jahr 1954. Insgesamt wurden fünf Exemplare hergestellt, wovon zwei tatsächlich funktional waren und drei als „Stunt-Doubles“ an Seilen zum Einsatz kamen. Die beiden tatsächlichen Roboter konnten mithilfe eines Radiotransmitters bzw. über ein 15 Fuß langes Kabel gesteuert werden und sich mit einer Geschwindigkeit von bis zu acht Meilen pro Stunde fortbewegen. Regisseur Jim Wynorski lieh den Maschinen seine Stimme, die durch einen Filter verfremdet wurde.

### Synchronisation
| Schauspieler     | Rollenname        | Synchronsprecher      |
| ---------------- | ----------------- | --------------------- |
| Kelli Maroney    | Alison Parks      | Katrin Fröhlich       |
| Tony O’Dell      | Ferdy Meisel      | Matthias von Stegmann |
| Russell Todd     | Rick Stanton      | Philipp Moog          |
| Karrie Emerson   | Linda Stanton     | Uschi Wolff           |
| Barbara Crampton | Suzie Lynn        | Alexandra Ludwig      |
| Nick Segal       | Greg Williams     | Florian Halm          |
| John Terlesky    | Mike Brennan      | Hans-Georg Panczak    |
| Suzee Slater     | Leslie Todd       | Simone Brahmann       |
| Dick Miller      | Walter Paisley    | Bruno W. Pantel       |
| Gerrit Graham    | Techniker Nessler | Leon Rainer           |
| Mel Welles       | Koch              | Bruno W. Pantel       |
| Paul Coufus      | Dr. Stan Simon    | Willi Röbke           |
| Arthur Roberts   | Mr. Todd          | Norbert Gastell       |

## Hintergrund
Shopping referenziert zahlreiche andere filmische Titel, vor allem des Horrorkinos. Mehrere Szenen enthalten Anspielungen auf das Werk Roger Cormans. So sehen sich etwa Alison und Ferdy im Möbelgeschäft gemeinsam den 1957 von Corman gedrehten Schwarzweiß-Horrorfilm Attack of the Crab Monsters an. Im Diner, in dem Alison und Suzie arbeiten, hängt ein Poster des Slashers The Slumber Party Massacre aus dem Jahr 1982 an der Wand. Die Zoohandlung, in der sich Alison gegen Ende der Handlung versteckt, trägt den Namen Roger’s Little Shop of Pets, eine Reminiszenz an Cormans The Little Shop of Horrors aus dem Jahr 1960. Der Name des Waffengeschäfts Peckinpah’s Sporting Goods ist eine Hommage auf den für seine gewaltreichen Filme bekannten, 1984 verstorbenen Regisseur Sam Peckinpah.
Drei Darsteller setzen ihre Rollen aus früheren Produktionen in Form von Cameos fort. Paul Bartel und Mary Woronov sind zu Beginn des Films als Ehepaar Bland aus der nicht von Corman produzierten schwarzen Komödie Eating Raoul aus dem Jahr 1982 zu sehen. Dick Miller mimt als Reinigungskraft Walter Paisley eine Variation der gleichnamigen Figur aus der 1959 veröffentlichten Horrorkomödie Das Vermächtnis des Professor Bondi. Sein Satz „Go ahead and laugh, you guys. But if I ever find the little bastards that did this, they’re dead meat“ gehört zu den bekanntesten Zitaten des Films und dient dem Horror-YouTube-Kanal Dead Meat als Teil seines Intros.
In der Szene vor seinem Tod spricht Mike (John Terlesky) gegenüber einem der Roboter den Satz „Klaatu barada nikto“, der für die Originalverfilmung von Der Tag, an dem die Erde stillstand geschrieben und später in Filmen wie Die Rückkehr der Jedi-Ritter (1983) oder Armee der Finsternis (1992) zitiert wurde.

## Rezeption

### Veröffentlichung
Der Film kam im März 1986 unter dem Titel Killbots regional in die Kinos. Für die Neuveröffentlichung im Herbst desselben Jahres, für die der Film um einige Minuten gekürzt wurde, wählte man den plakativeren, mehr Gewalt suggerierenden und bis heute geläufigen Titel Chopping Mall. Im Laufe des Herbstes lief die Horrorkomödie in Pittsburgh und New York City an, erst im März 1987 war sie auch in den Kinos von Los Angeles zu sehen. An den Kinokassen wenig erfolgreich, entwickelte sich der Film auf VHS zu einem Überraschungserfolg und gilt heute als Kultfilm. In Deutschland war Shopping anders als viele weitere Slasher der 1980er-Jahre zunächst ungekürzt auf VHS erhältlich. Nach Indizierung durch die Bundesprüfstelle für jugendgefährdende Medien 1989 ist der Film seit 2014 wieder ohne Jugendfreigabe für den Vertrieb zugelassen.
Robert Green Halls Produktionsfirma Dry County Entertainment sicherte sich 2011 die Rechte für eine Neuverfilmung, die dem Stoff einen „düstereren, übernatürlichen Spin“ geben sollte. Das Projekt wurde nicht realisiert.

### Kritik
Der Film erhielt bei seiner Veröffentlichung gemischte bis negative Rezensionen. Bill Cosford schrieb für den Miami Herald, der zentrale Konflikt des Films diene „nur als Entschuldigung für eine Wiederholung der (…) Slasher-Formel.“ Der Tod der Paare und das Überleben der Jungfrauen sei „vorhersehbar“. Laut TV Guide hat Chopping Mall trotz Insiderwitzen nichts Originelles oder besonders Interessantes an sich. 2012 kritisierte die für den AV Club schreibende Tasha Robinson den irreführenden, aber erfolgreicheren Titel des Films. Außerdem sähe das Produkt, abgesehen von den „liebevoll inszenierten“ Szenen mit unnötiger Nacktheit und plötzlicher Gewalt, „billig, hastig und oft apathisch zusammengewürfelt“ aus. Das Lexikon des internationalen Films nannte den Film eine „unoriginelle, einfallslose Schauermär, die sich über weite Strecken bemüht, die blutige Menschenhatz durch Slapstick-Elemente aufzuheitern. Insgesamt eine öde Kampforgie Mensch gegen Maschine“.
In der IMDb erhält der Film durchschnittlich 5,6 von 10 Punkten, Rotten Tomatoes verzeichnet eine Bewertung von 50 Prozent, basierend auf zehn Kritikermeinungen.